# 加尔默罗斜坡
加尔默罗斜坡（Montée des Carmélites）是里昂最古老的街道之一，其历史可追溯到古罗马时期。它位于法国里昂第一区，连接圣文生区与红十字山的高原. 它位于Tourette街和雷费尔南德街之间，结束于Burdeau街、植物园街和领报街（rue de l'Annonciade）路口。
此街的下部非常陡峭，转变为楼梯，以减少危险性。在第二帝国早期，一条车行路如同植物园的蜿蜒小径。现在，此街几乎全程笔直。下行，此街结束于两座19世纪织工风格的六层建筑。此街上部由三到五层的老房子组成。在26号有圣母雕像。

## 历史
此街原名莱茵路（Voie du Rhin），后来称为冷清斜坡（montée de la Déserte），因在目前Sathonay广场的位置有一成立于1296年的修道院，又称为圣文生 Côte。至迟从1651年， 此街使用今日的名称，得名于1616年在此立足的加尔默罗会。1831年11月22日，一个营的军队在这条街上被织工解除武装。
此街9号，1857年发现通往莱茵河的罗马道路的一些碎片。1668年，加尔默罗会教堂建成，立面建于1682年，由Dorbay神父规划，法国革命后成为一个剧院。在19世纪，许多漫画家，包括路易·左拉和 Ludovic 卡西尼,住在此街
20世纪初，有许多修会在此街立足：在下部，有旷野修院、Carms,奥斯定会和本笃会修道院，较高处有天上报喜和加尔默罗会，最终在顶部是圣勃伦诺会。